# Ruine Hanselburg
Die Hanselburg ist die künstliche Ruine einer Höhenburg in einem Waldgebiet im niederösterreichischen Loosdorf (Gemeinde Fallbach) im Weinviertel.
Auf den Überresten einer alten Hausberganlage ließ Fürst Johann I. von Liechtenstein im Jahr 1800 die romantische künstliche Ruine als Jagdpavillon und Jausenstation errichten. An seinem Namenstag wurde das Gebäude als Hanselburg eingeweiht.
Die Loosdorfer Hanselburg hat ein weitaus größeres Pendant in Südmähren, die Hansenburg, in der Nähe des Schlosses Eisgrub.

## Lagebeschreibung
Die Hanselburg liegt etwa einen Kilometer vom Ortszentrum von Loosdorf entfernt auf einer bewaldeten Anhöhe, die etwa 320 m ü. A. hoch ist. Sie liegt auf einem Höhenrücken, der sich bis zum Schloss Loosdorf bzw. der Pfarrkirche zieht.

## Architektur
Die Ruine Hanselburg die künstliche Ruine einer Höhenburg, die um 1800 auf den Überresten einer alten Hausberganlage im Landschaftsgarten des Fürstens von Liechtenstein errichtet wurde. Die Gesamtanlage hat einen Durchmesser von ca. 150 Metern.

### Hausberganlage
Von der ehemaligen Hausberganlage ist heute die als Befestigung genutzte dreifache Wall-Graben-Anlage erhalten. Diese liegt heute im Wald und ist nicht mehr gut sichtbar. Auf dem rund sieben Meter hohen, kegelförmigen Kernwerk steht heute die Ruine der Hanselburg. Das Kernwerk hat eine Ausdehnung von 26 mal 50 Metern und war von einem inneren Graben mit einem fünf Meter hohen Ringwall umgeben. An der Westseite ist der Wall bastionsartig ausgebaut. Von den beiden äußeren Wällen ist nur noch ein Teil erhalten, bzw. wurden diese nicht komplett ausgeführt.

### Hanselburg
Die künstliche Ruine der Hanselburg besteht aus einem mächtigen, bergfriedartigen Rundturm, an den zwei niedrigere, viereckige Anbauten anschließen. Der Rundbau weist in der Erdgeschoßzone rundbogige Öffnungen auf und im Obergeschoß gotisierende Fenster. Die Ruine wurde aus rustikalem Bruchsteinmauerwerk gefertigt, dem viele Ziegel beigemengt wurden. Die innere Mauerschale besteht zur Gänze aus Ziegeln. Ursprünglich waren die Innenmauern reich bemalt und die Ruine wies hölzerne Anbauten auf. Von  Bemalung und Anbauten sind heute noch Spuren erkennbar. In einem der Seitentrakte wurde ein „Burgverlies“ eingerichtet.
Von der einstigen Ausstattung ist heute ein Grabstein des 1574 verstorbenen Adam Gall erhalten. Heute ist dieser in der Einfahrt des Schlosses Loosdorf eingemauert.